# Ivan T. Sanderson
 (février 2014).
Si vous disposez d'ouvrages ou d'articles de référence ou si vous connaissez des sites web de qualité traitant du thème abordé ici, merci de compléter l'article en donnant les références utiles à sa vérifiabilité et en les liant à la section « Notes et références ».
Pour les articles homonymes, voir Sanderson.
Ivan Terence Sanderson, né à Édimbourg le 30 janvier 1911 et mort dans le New Jersey le 19 février 1973 d'un cancer, est un biologiste américain d'origine écossaise. 

## Biographie
Il fut l'un des pionniers de la cryptozoologie, dont il créa la dénomination. Il fut aussi un homme populaire à la radio et à la télévision.
Fondateur d'un groupe de recherche fortéen (SITU, Society for the Investigation of the Unexplained, éditrice de la revue Pursuit, disparue depuis), il collectionna au cours de sa vie une grande quantité de documents cryptozoologiques. L'une des grandes énigmes auxquelles il s'attaqua fut celle de l'homme de glace du Minnesota, en compagnie du zoologue belge Bernard Heuvelmans.
Son livre Abominable Snowmen: Legend Come to Life: The Story Of Sub-Humans On Five Continents From The Early Ice Age Until Today (1961), traduit en français sous le titre Hommes-des-neiges et hommes-des-bois, reste un ouvrage de référence sur la question des primates encore inconnus, notamment le yéti ou « abominable homme des neiges ».